# Combat de Torredembarra
El Combat de Torredembarra o batalla de Torredembarra es lliurà el 16 de juliol de 1713 entre les tropes catalanes i les tropes borbòniques durant la Guerra dels catalans (1713-1714), la darrera campanya militar de la Guerra de Successió Espanyola a Catalunya.

## Antecedents
Després de la signatura del Tractat d'Utrecht, Tarragona resistí a l'ocupació borbònica. Juan Francisco de Bette, marquès de Lede general dels exèrcits borbònics, va aconseguir-ne la capitulació el 14 de juliol de 1713 pacíficament i sense resistència, ja que les tropes imperials havien rebut l'ordre d'evacuar la ciutat per part del generalíssim austríac Guido von Starhemberg, però el general Rafael Nebot, amb 400 soldats de cavalleria aragonesa, 400 voluntaris d'infanteria aragonesos i 350 miquelets catalans va dirigir-se a Tarragona per impedir-ho.

## Batalla
L'exèrcit de Rafael Nebot va ser interceptat el 16 de juliol de 1713 abans d'arribar a la seva destinació, i es va situar dalt d'un turó a prop d'Altafulla, va ordenar l'atac a un destacament borbònic, format per 300 soldats de cavalleria i tres companyies de granaders, a les ordres del brigadier Diego González, que avançaren sobre els horts de Torredembarra. Als borbònics s'afegiren mil granaders del destacament del capità Novales.
Enmig de la batalla, el capità Ambrós, del regiment de Nebot, va donar l'ordre de retirar-se a la cavalleria catalana que manava a l'ala esquerra en veure el gran cos de cavalleria borbònica. El tinent Osorio va donar la mateixa veu a la cavalleria aragonesa de la dreta i la infanteria es va veure desemparada de tot suport de la cavalleria. Aleshores, Diego González va ordenar a les seves tropes de llançar-se a discreció sobre els fusellers catalans i els voluntaris aragonesos.

## Conseqüències
La batalla de Torredembarra va resultar una gran derrota per als austriacistes: 400 presoners i una vuitantena de morts, mentre la resta de la tropa es replegava fins a Barcelona. El marquès de Lede, sota les ordres del duc de Pòpuli, i en última instància per instigació del mateix Felip V de Castella, va dur a terme una política atroç de represàlia dels presoners de guerra catalans, penjant un delme i enviant la resta a galeres fet que va servir de propaganda per al poder borbònic.
Cada 18 de maig, el nucli antic de Torredembarra commemora els fets de la Guerra de Successió amb la recreació del campament militar de la batalla.